# جیمز رنویک
جیمز رنویک پسر (به انگلیسی: James Renwick, Jr.) متولد ۱۸۱۸-۱۸۹۵ نیویورک، معمار قرن نوزدهم آمریکایی بود.
او در سن پانزده سالگی از دانشگاه کلمبیا مدرک کارشناسی ارشد معماری خود را کسب نمود.
آوازهٔ او بخاطر ساخت کلیسای جامع سن پاتریک در نیویورک است.

## منابع

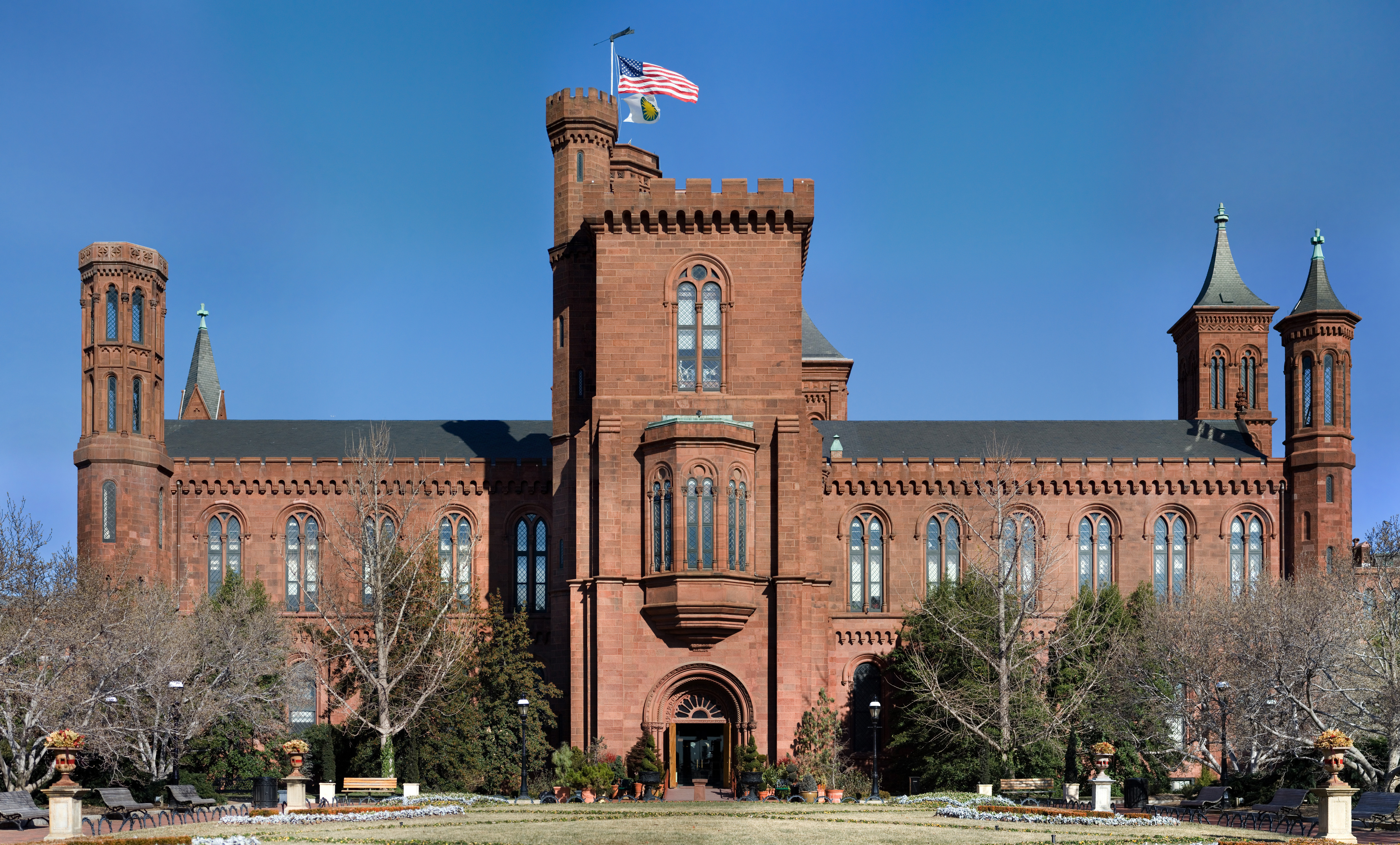
ساختمان انستیتیو اسمیتسونیان، واشینگتن دی سی
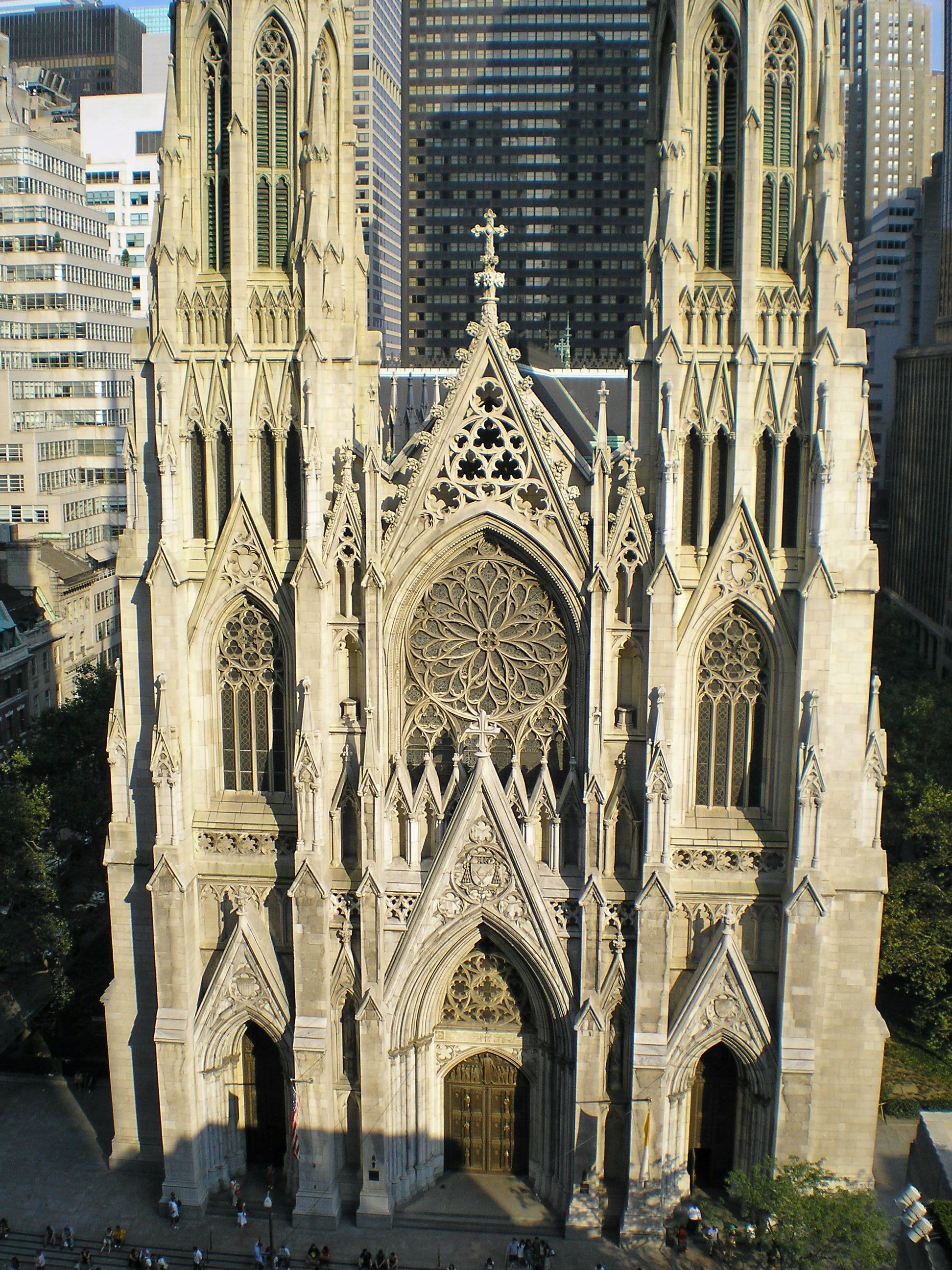
کلیسای جامع سن پاتریک، نیویورک
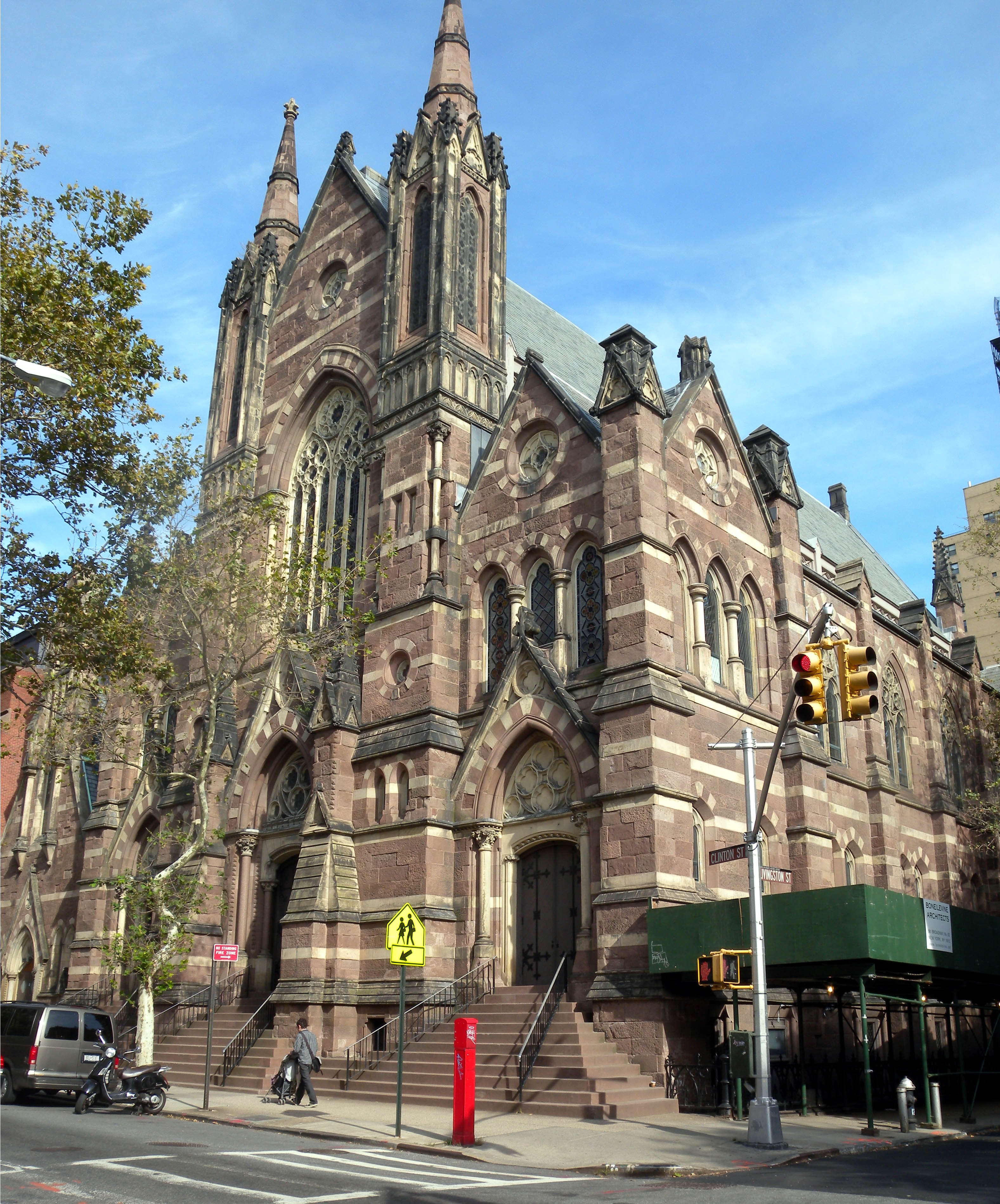
موسسه دانشگاهی لیوینگستون پکر
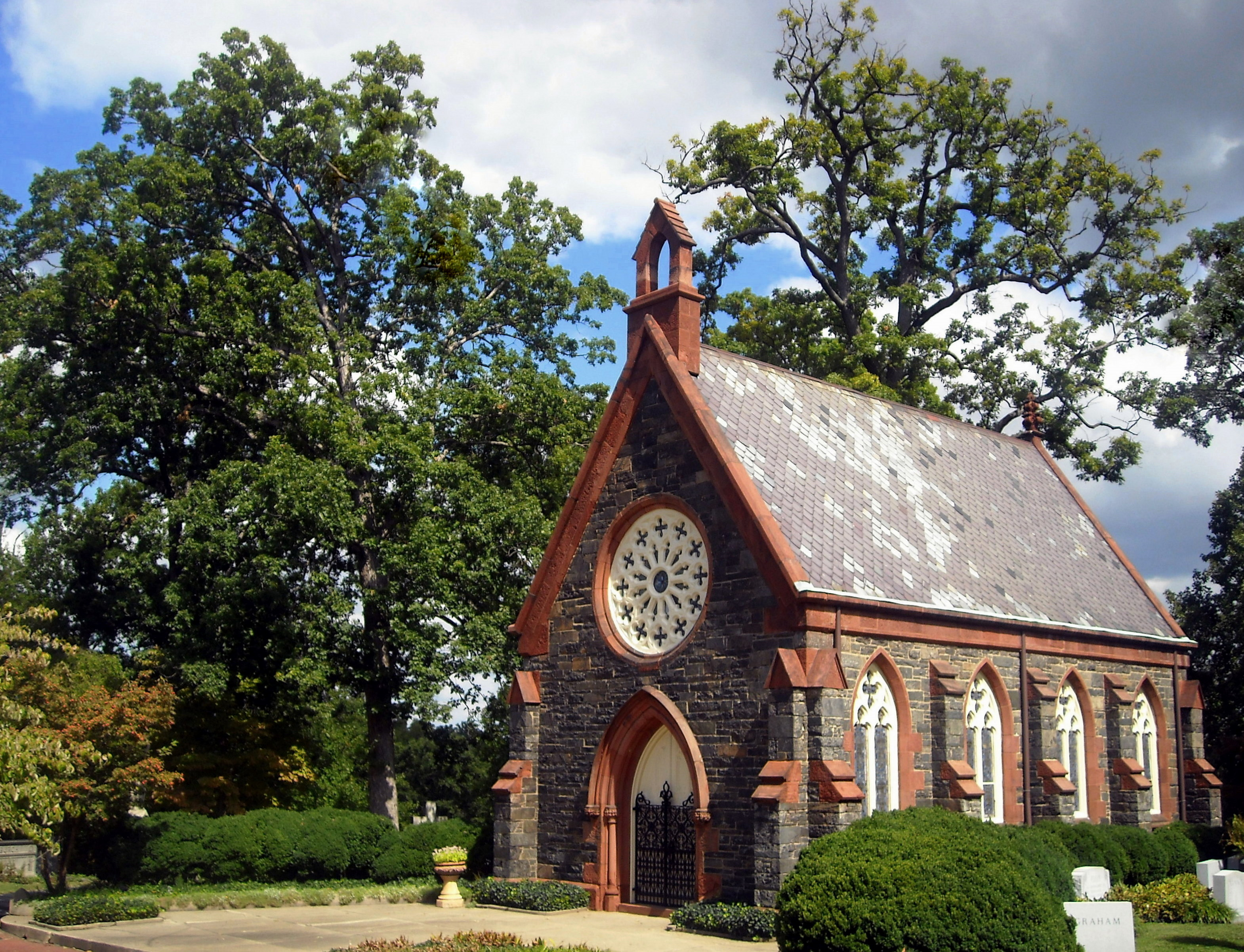
نیایشگاه آرامگاه اوک‌هیل چپل